# Paranthus rugosus
Paranthus rugosus is een zeeanemonensoort uit de familie Actinostolidae.
Paranthus rugosus is voor het eerst wetenschappelijk beschreven door Andrès in 1880.